# 东平镇 (永春县)
东平镇，是中华人民共和国福建省泉州市永春县下辖的一个乡镇级行政单位。

## 行政区划
东平镇下辖以下地区：
太平村、东山村、太山村、鸿安村、冷水村、下林村、文峰村、云美村和店上村。